# プラスとマイナスのしくみ
『プラスとマイナスのしくみ』は、nano.RIPEの2枚目のオリジナルアルバム。2012年10月3日にLantisから発売された。

## 概要
前作『星の夜の脈の音の』から約1年ぶりとなるオリジナルアルバム。販売形態は前作同様初回限定盤と通常盤の2種リリースで、前者には初回限定盤にはリード曲が「ナンバーゼロ」のPVに加え、7月7日に新宿BLAZEで行われたライブ映像と、オフショットが収録されている。
タイトルの「プラスとマイナスのしくみ」は、「ナンバーゼロ」とリンクした楽曲で、人生が行ったり来たりの繰り返しであることから付けられた。当初は「架空線」をリード曲にするつもりだったが、曲としては柔かすぎたため、「トガった」感じのナンバーゼロが採用された。

## 収録曲
（全作詞：きみコ、編曲：nano.RIPE）
1. うつくしい世界 [3:20]
作曲：佐々木淳
2. ぼくなりのおとぎ話 [3:52]
作曲：きみコ
3. 絵空事 [3:28]
作曲：きみコ
テレビアニメ『さんかれあ』オープニングテーマ
4. アドバルーン [4:52]
作曲：きみコ
5. アンサーソング [3:55]
作曲：きみコ
6. ナンバーゼロ [4:16]
作曲：佐々木淳
佐々木淳作曲当初はラグビーのポジションを表す「エイト」が付けられていたが、ツアー移動中に全員で現行のタイトルに決められたもので、歌詞中にもタイトルから引用した「何回だってゼロになる」が使われている[1]
7. よすが [4:36]
作曲：きみコ・佐々木淳
8. ゆきのせい [3:50]
作曲：佐々木淳
9. ページの中で [5:26]
作曲：佐々木淳
10. リアルワールド [3:27]
作曲：佐々木淳
テレビアニメ『人類は衰退しました』オープニングテーマ
11. サクゴエ [3:51]
作曲：佐々木淳
12. かえりみち [1:31]
作曲：きみコ
13. グッバイ [4:11]
作曲：佐々木淳
ライヴでみんなと笑顔で歌える曲が欲しいと思って作ったものである[1]。
14. 架空線 [5:17]
作曲：佐々木淳
工事現場での架空線注意と書かれた看板に着想を得て書かれた曲。歌詞にはnano.RIPEとファンの間に見えないつながりあることをテーマにしている[1]。

## 演奏
- きみコ：Vocal & Guitar
- ササキジュン：Guitars
- アベノブユキ：Bass
- 玉田豊夢：Drums (#1.2.3.5.6.7.11.14)
- 佐野康夫：Drums (#4.9.10.13)
- 中村逸人：Drums (#8)